# Côa
Il Côa è un affluente del fiume Douro in Portogallo.

## Corso del fiume
Nasce nella Serra das Mesas vicino alla Serra da Malcata ad un'altitudine di 11175 m s.l.m.; attraversa i comuni di Sabugal, Almeida, Pinhel, Figueira de Castelo Rodrigo e sfocia nel fiume Douro vicino a Vila Nova de Foz Côa dopo un percorso di 135 km. Insieme al Mira e al Sado è uno dei pochi fiumi portoghesi che scorre da sud a nord. Il bacino idrografico del Côa si estende per un'area di 2521 km².

### Origine del toponimo
Dal latino Cuda, divenuto Coda , con possibili origini preceltiche kut (cinghiale) o basche kuto (maiale).

## Arte preistorica
Sulle rive del Côa si trova un importante nucleo di incisioni rupestri. Il sito è stato dichiarato Patrimonio mondiale dell'Umanità dall'UNESCO nel 1998.